# Hælervarer, Side A
Hælervarer, Side A blev i 2012 musikduoen Ukendt Kunstners første udgivelse.

## Spor
| # | Titel                       | Længde |
| - | --------------------------- | ------ |
| 1 | Pornografisk Hukommelse     | 3:55   |
| 2 | København (feat. Murro)     | 4:48   |
| 3 | Kolumbine                   | 4:37   |
| 4 | Ukronede Konger (feat. Gio) | 4:03   |
| 5 | Uhyggeligt                  | 1:05   |